# Omalotheca supina
La borrosilla de montaña (Omalotheca supina) es una especie de planta de la familia de las asteráceas.

## Caracteres
Planta vivaz, densamente cubierta por pelos blancos. Tallos ausentes o de hasta 7 cm de altura. Hojas de hasta 10(-15) mm, linear-lanceoladas o linear-oblanceoladas, enteras. Flores agrupadas en pequeños capítulos involucrados de hasta 6 x 4 mm; corola tubular. Fruto en aquenio de hasta 1,5 mm, provisto de vilano. Florece desde finales de primavera y en el verano.

## Distribución y hábitat
Toda Europa, excepto Irlanda y Países Bajos.
La borrosilla de montaña prefiere los prados que soportan una larga cobertura de nieve, por eso aparece allí donde los últimos neveros dejan algún tiempo para el rápido desarrollo de estas plantas.

## Taxonomía
Gnaphalium supinum fue descrita por Carlos Linneo y publicado en Systema Naturae, ed. 12 3: 234. 1768.
Etimología
Gnaphalium: nombre genérico que viene de la palabra griega "gnaphalon" y significa "mechón de lana" en alusión al aspecto lanudo de estas plantas. El nombre científico actualmente aceptado (Gnaphalium) fue propuesta por Carlos Linneo (1707 - 1778) biólogo y escritor sueco, considerado el padre de la moderna clasificación científica de los seres vivos, en la publicación Species Plantarum en 1753.
supinum: epíteto latino que significa "acostada".
Sinonimia
- Filago acaulis (Wahlenb.) Krock.
- Gnaphalium fuscum Scop.
- Gnaphalium supinum var. subacaule Wahlenb.
- Homalotheca supina (L.) Fourr.
- Omalotheca supina (L.) Cass.
- Omalotheca supina (L.) DC.[3]
- Gnaphalium balcanicum Velen.
- Gnaphalium pusillum Vand.
- Gnaphalium subacaule Krock.
- Gnaphalium supinum subsp. balcanicum (Velen.) Vandas[7]